# NGC 686
NGC 686 este o low-surface-brightness galaxy⁠(d) situată în constelația Cuptorul. A fost descoperită în 26 octombrie 1785 de către William Herschel. Se află la o distanță de 44,87 de megaparseci de Pământ.